# Rasgueado
Rasgueado (spanisch, von rasgar, dieses von lateinisch resecare, andalusisch Rasgueo: „reißen“, als spieltechnischer Begriff „Anreißen von Saiten“), englisch auch strumming genannt, ist die Bezeichnung für eine Anschlagstechnik der Gitarre, bei der alle oder mehrere Saiten mehrheitlich mit der Nagelseite der beteiligten Anschlagsfinger in Schwingung versetzt werden. Charakteristische Merkmale dieser Technik, die insbesondere auf der Flamenco-Gitarre zur Anwendung kommt, sind der obertonreiche Klang mit deutlich wahrnehmbaren Anschlagsgeräuschen und die durch die koordinierte und zeitlich versetzte Abschlagsbewegung meist mehrerer Finger erzeugten perkussiv-rollenden Rhythmen.

## Verwendete Abkürzungen
Zur vereinfachten Darstellung werden nachfolgend die international üblichen Abkürzungen für die Anschlagshand verwendet:
Daumen: p (von spanisch pulgar)

Zeigefinger: i (von índice)

Mittelfinger: m (von medio)

Ringfinger: a (von anulario)

Kleiner Finger: c (von chico)

## Ausführung und Anschlagsmuster am Beispiel der Flamencogitarre
Die Anschläge der Finger kommen aus dem Grundgelenk („Wurzelgelenk“) und werden als Abschlag ausgeführt. Bei Anschlagsmustern, die mit dem Kleinfinger beginnen, ist die Ausführung wie folgt: Erst schlägt der kleine Finger die Saiten an, danach beginnt der Ringfinger mit dem nächsten Abwärtsschlag. Die restlichen Finger (abgesehen vom Daumen) folgen diesem Muster. Wenn der Zeigefinger seinen Anschlag ausführt, geht der kleine Finger bereits wieder in seine Ausgangsposition zurück, um im Fall einer Wiederholung des Rasgueados die rhythmische Gleichmäßigkeit zu gewährleisten. Die Abfolge des vorab beschriebenen Rasgueados kann daher abgekürzt als c-a-m-i notiert werden.
Oftmals schließt sich an den Abwärtsschlag des Zeigefingers ein Aufwärtsschlag desselben Fingers an, worauf mit der Abwärtsbewegung des kleinen Fingers der Zyklus erneut beginnt, was einen sogenannten quintillo erzeugt, ein Rasgueado mit fünf Anschlägen: c-a-m-i- (abw.) -i (aufw.)

Ein perkussiver Effekt wird erreicht, indem die Finger am (auf der tiefsten oder bei Bedarf nächsthöheren Saite sich stützenden) Daumen „eingeklemmt“ und dann mit Druck abwärts „geschnippt“ werden (martellato ‚gehämmert‘). Es kann auch ein „Ein-Finger-Rasgueo“ ausgeführt werden. Meist findet das mit drei (a-m-i) oder vier Fingern ausgeführte Rasgueado Verwendung, seltener das „Fünf-Finger-Rasgueo“ (p-c-a-m-i oder c-a-m-i-p).
Außer dem c-a-m-i-Rasgueado und dem quintillo, die insbesondere im traditionellen Flamenco Verwendung finden, gibt es weitere Varianten. So bevorzugen Spieler der jüngeren Generation Rasgueados ohne Verwendung des kleinen Fingers, z. B. die Formel a-m-i-i (der jeweils letzte Anschlag ist ein Aufschlag), wodurch ein kontinuierliches Rasgueado erzeugt wird. Als tresillo (spanisch für Triole) wird ein Dreier-Rasgueado, z. B. in der Form m-i-i oder a-i-i (Ausführung: Abschlag-Abschlag-Aufschlag), bezeichnet, das auch in rhythmisierter Form (a caballo/acaballado: lang-kurz-kurz) z. B. zur Begleitung schneller Flamencotänze, etwa der Tangos, Sevillanas oder Fandangos, verwendet wird.
Die Verwendung des Daumens in einer Rasgueadobewegung erfordert die verstärkte Einbeziehung des Unterarms in Form einer fächerartigen Rotationsbewegung. Diese Rasgueados werden daher als abanico (spanisch für „Fächer“) bezeichnet und meist als tresillo ausgeführt, z. B. in der Abfolge p-ma-p: Aufschlag mit dem Daumennagel – Abschlag der geschlossenen Finger – Abschlag des Daumens. Durch ihren kraftvollen Klang und die durch eine kontinuierliche Wiederholung des Anschlagsmusters entstehende rhythmische Dichte wird diese Rasgueadoform häufig zur Markierung eines formalen Abschnitts (spanisch cierre ‚Abschluss‘) verwendet.
Das Rasgueado kann gleichzeitig mit dem Golpe (Klopfen) erfolgen.

## Das Rasgueado auf der Barockgitarre (17.und 18.Jahrhundert)
Das Rasgueado als volkstümliche Technik zum Durchstreichen der Saiten mit der Nagelseite der Finger beim einfachen Akkordspiel, im Gegensatz zur als Punteado bezeichneten Spielweise, d. h. dem selektiven Anzupfen einer oder mehrerer Saiten mit der Kuppenseite der Finger, und der dadurch ermöglichten differenzierteren Kompositionsweise, wurde in Lehrbüchern und Sammlungen für die Barockgitarre erstmals am Ende des 16. Jahrhunderts erwähnt, so im Libro de cartas y romances espanoles del Illustrissima Senora Duchessa di Traetta aus dem Jahre 1599. Zu den Quellen aus der zweiten Hälfte des 18. Jahrhunderts zählen unter anderem die Veröffentlichungen von Gaspar Sanz und seiner Zeitgenossen, wie Santiago de Murcia und Lucas Ruíz de Ribayas, dessen Kompilation aus dem Jahre 1677 in weiten Teilen Kompositionen von Gaspar Sanz verwendet. Zur vereinfachten Darstellung der im Rasgueadospiel verwendeten Akkorde wurde um 1600 das Alfabeto (eine Akkordgriff-Notation) erfunden, wobei jedem Akkord ein Buchstabe zugewiesen wurde. Die Anschlagsrichtung der Finger wurde unterhalb der Alfabeto-Notation durch ober- oder unterhalb einer eigenen Linie notierte Striche angegeben, bei Tabulaturnotation auch durch die Halsungsrichtung von Notenwerten.
Beispiele für die Verwendung der barocken Rasgueadotechnik als in Kompositionen des Punteado-Stils integrierte Spielmanier finden sich z. B. bei Johann Anton Losy von Losinthal oder bei Ludovico Roncalli.

## Das Rasgueado in der zeitgenössischen Gitarrenmusik des 20.Jahrhunderts
Neben Rasgueado-Passagen in den Gitarrenwerken spanischer Komponisten, wie Joaquín Rodrigo oder Joaquín Turina, die teilweise als absichtsvolle Reminiszenz an die Tradition der Flamencogitarre gedacht waren, haben in der Folge zahlreiche Komponisten die Rasgueadotechnik als eigenständiges Klangmittel eingesetzt. Selten erfolgte dies aber so konsequent und strukturbestimmend wie durch den französischen Komponisten Tristan Murail in seiner zehnminütigen Komposition Tellur aus dem Jahre 1977, die durch den Widmungsträger Rafael Andia uraufgeführt wurde.

## Lehrwerke
- José de Azpiazu: Tecnica del Rasgueado (Rasgueado Technique). Simple and continuous rasgueado. G. Ricord & Co., München.
- Ivor Mairants: The Flamenco Guitar. A complete method for playing flamenco. Latin-American Music Publishing, London 1958, S. 58–61 (Rasgueados).
- Gerhard Graf-Martinez: Flamenco. Gitarrenschule. Band 1. Schott, Mainz 1994, ISBN 3-7957-5083-0, S. 12–21, 57–70 (Ergänzung: S. 12–21 (Rasgueo), S. 57–70 (Tresillos) und öfter).
- Nitin Arora: Rasgueados Are for Everyone(1996), Visual Dictionary (step-by-step photos of all the basic patterns), 52 Seiten. (Online als PDF-Datei verfügbar)
- Ehrenhard Skiera: Flamenco-Gitarrenschule. Ricordi, München 1973, S. 16–23.